# Una bottiglia nel mare di Gaza
Una bottiglia nel mare di Gaza (Une bouteille dans la mer de Gaza) è un romanzo epistolare del 2005 della scrittrice francese Valérie Zenatti.
Sul romanzo è basato il soggetto di un adattamento cinematografico, Une bouteille à la mer, diretto da Thierry Binisti e pubblicato nel 2012.

## Trama
Tal, giovane adolescente israeliana che vive a Gerusalemme, vorrebbe stabilire una relazione con un coetaneo palestinese. 
Piena di speranza scrive così una lettera con su indicato il suo indirizzo mail e che consegna in una bottiglia al fratello maggiore, militare di stanza nella Striscia di Gaza di modo che la affidasse al mare, con la speranza che questa venisse poi accolta da un residente palestinese.
Piena di sorpresa, Tal riceve giorni dopo una risposta sull'indirizzo mail. Il destinatario della sua lettera si rivela progressivamente come Naïm, giovane ragazzo di Gaza.
Pur in un'iniziale diffidenza, la corrispondenza si trasforma in una spontanea relazione di amicizia che cerca di superare le barriere ed i pregiudizi del conflitto israelo-palestinese.
Naïm, decide un giorno di salutare Tal e di terminare la corrispondenza, perché ha finalmente ottenuto l'occasione di lasciare la sua città per andare a studiare in Canada, stabilendo però un appuntamento dal vivo con Tal per un prossimo futuro.